# Chloroclystis nebulosa
Chloroclystis nebulosa là một loài bướm đêm trong họ Geometridae.